# Moita dos Ferreiros
Moita dos Ferreiros ist eine Gemeinde (Freguesia) im portugiesischen Kreis Lourinhã. In ihr leben 1671 Einwohner (Stand 19. April 2021).